# واين شو
واين شو (بالإنجليزية: Wayne Shaw) (13 يناير 1972 - ) هو لاعب كرة قدم بريطاني في مركز حراسة المرمى. لعب مع Basingstoke Town F.C. ‏.

## وصلات خارجية
- واين شو على موقع قاعدة بيانات كرة القدم.إي يو (الإنجليزية)
- واين شو على موقع Soccerway.com (الإنجليزية)